# Пітер Кемпбелл (тенісист)
Пітер Кемпбелл (англ. Peter Campbell; нар. ) — колишній австралійський тенісист.
Найвищу одиночну позицію світового рейтингу — 179 місце досяг 3 січня 1979 року.
Найвищим досягненням на турнірах Великого шолома було 3 коло в парному розряді.

## Фінали ATP Челленджер

### Парний розряд: 1 (0–1)
| Результат | Ранг | Дата     | Турнір            | Покриття | Партнер    | Суперники             | Рахунок  |
| --------- | ---- | -------- | ----------------- | -------- | ---------- | --------------------- | -------- |
| Поразка   | 1.   | Січ 1978 | Гобарт, Австралія | Тверде   | Ґреґ Браун | Кріс Кехел Джон Маркс | 1–6, 4–6 |